# María Elvira Samper
María Elvira Samper Nieto (Bogotá, 27 de agosto de 1946) es una periodista, columnista, editora, redactora y escritora colombiana. Ha trabajado en diferentes medios de comunicación como Semana, El Espectador, Cambio, entre otros. Recientemente hizo parte del equipo de RCN Radio en el segmento matinal, con Yolanda Ruiz.

## Familia
María Elvira Samper es hija de Alejandro Samper Gómez y Lucy Nieto Calderón, quien a su vez es prima hermana de Elena y Clemencia Calderón Nieto. Esta última es mamá de Juan Manuel Santos Calderón y de Enrique Santos Calderón, por lo tanto, María Elvira es prima en segundo grado de estos dos últimos. Además, es nieta del periodista Luis Eduardo Nieto Caballero y sobrina nieta del educador Agustín Nieto Caballero, así como prima de Antonio Caballero Holguín.
Por otra parte, es tataranieta del político y empresario Miguel Samper Agudelo, quien fue candidato presidencial y ministro de hacienda en varias ocasiones. Es bisnieta del empresario y cofundador del Grupo Energía Bogotá, Antonio Samper Brush, y sobrina del empresario y expresidente de Bavaria, Alberto Samper Gómez. De igual manera, es prima del expresidente Ernesto Samper y del periodista y escritor Daniel Samper Pizano.

## Biografía
Empezó su carrera como periodista en 1978. Fue directora de la revista Semana (1983-1991) y posteriormente del noticiero televisivo QAP Noticias (1992-1997). Ejerció como columnista en El Espectador. En 2000 asumió como directora de la revista Cambio, cargo que ejerció durante diez años. Cuando la publicación fue cerrada, pasó a RCN Radio. En 2010 recibió el Premio Nacional de Periodismo Simón Bolívar en la categoría Vida y Obra de un Periodista.